# Bettina Karl
Bettina Karl (* 18. Juli 1975 in München) ist eine deutsche Juristin. Sie ist seit dem 1. Januar 2022 Richterin am Bundessozialgericht.

## Leben und Wirken
Karl studierte an der Ludwig-Maximilians-Universität München und war nach Abschluss des zweiten Staatsexamens von 2002 bis 2005 für Anwaltskanzleien in
München und für eine Wirtschaftsprüfungsgesellschaft in Luxemburg tätig. 2005 nahm sie eine Tätigkeit im Bereich des Bayerischen Landwirtschaftsministeriums auf. 2006 wurde sie an der Ludwig-Maximilians-Universität promoviert. Von 2009 bis 2011 war Karl hauptamtliche Ausbilderin der Rechtsreferendare bei der Regierung von Oberbayern. 2011 trat sie in den Justizdienst der Bayerischen Sozialgerichtsbarkeit ein. Von 2013 bis 2015 war sie als wissenschaftliche Mitarbeiterin an das Bundessozialgericht abgeordnet. Anschließend war sie beim Sozialgericht München tätig. 2017 wurde sie zur Richterin am Bayerischen Landessozialgericht ernannt.
Das Präsidium des Bundessozialgerichts wies Karl dem für die gesetzliche Unfallversicherung zuständigen 2. Senat zu.